# Hans Egedes staty

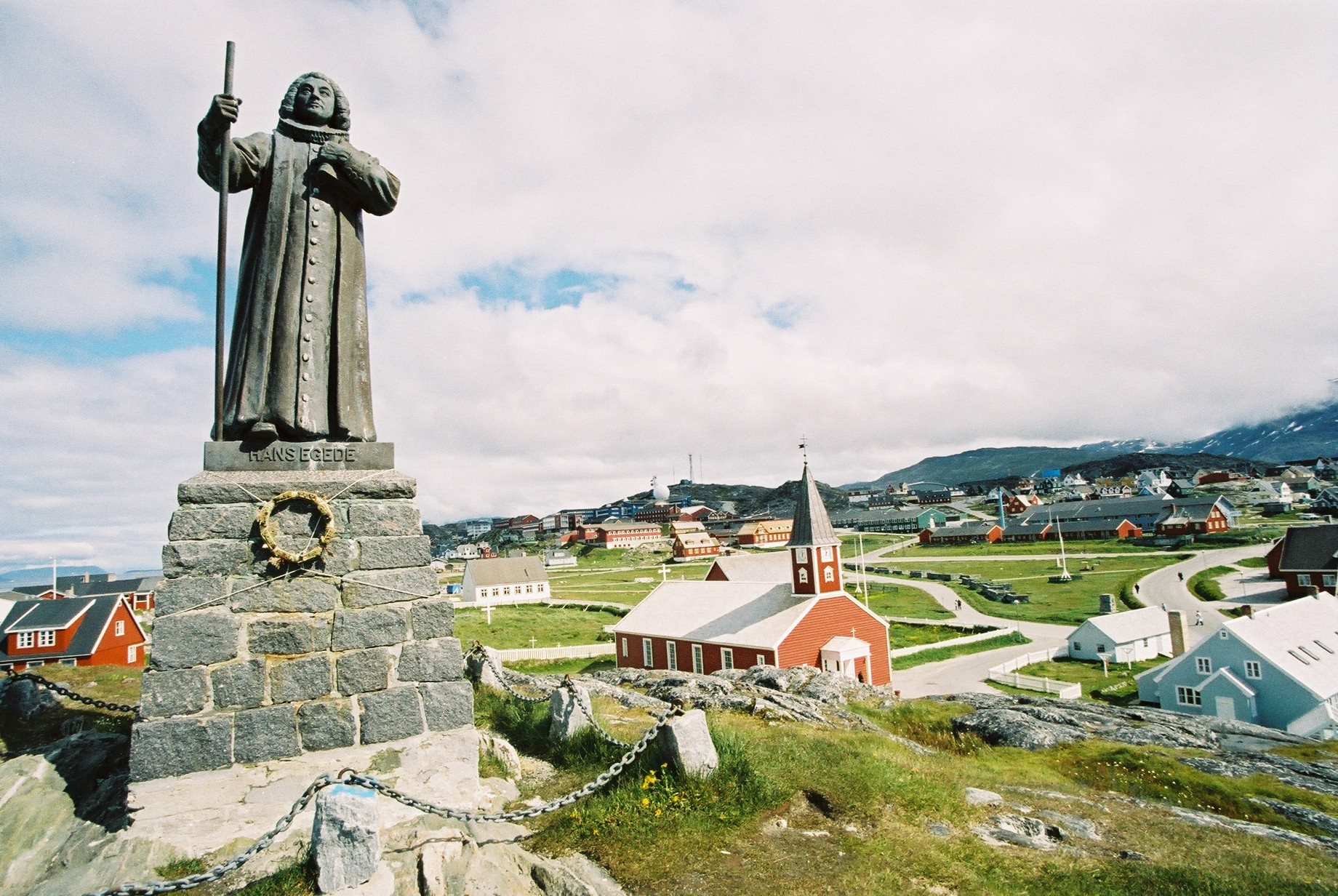
Hans Egedes staty med Nuuks domkyrka i bakgrunden

Hans Egedes statue är ett monument i Nuuk, Grönlands huvudstad. Den hyllar den dansk-norska missionären Hans Egede, som grundade staden 1728. Statyn står på en platå ovanför Nuuks domkyrka i den historiska delen av staden, Kolonihavnen.
Statyn är en kopia av August Saabyes Hans Egede-skulptur utanför Marmorkirken i Köpenhamn.
Statyn har uppfattats som kontroversiell och som en symbol för dansk kolonisation av Grönland. I spåren av Black Lives Matter-protesterna hölls i juli 2020 hölls en folkomröstning om huruvida statyns bör nedmonteras.